# Ärtersjön
Ärtersjön är en sjö i Östersunds kommun i Jämtland och ingår i Indalsälvens huvudavrinningsområde. Sjön har en area på 0,324 kvadratkilometer och ligger 358 meter över havet.

## Delavrinningsområde
Ärtersjön ingår i det delavrinningsområde (699814-146325) som SMHI kallar för Utloppet av Singsjön. Medelhöjden är 373 meter över havet och ytan är 41,26 kvadratkilometer. Det finns ett avrinningsområde uppströms, och räknas det in blir den ackumulerade arean 61,07 kvadratkilometer. Singån som avvattnar avrinningsområdet har biflödesordning 3, vilket innebär att vattnet flödar genom totalt 3 vattendrag innan det når havet efter 205 kilometer. Avrinningsområdet består mestadels av skog (71 procent). Avrinningsområdet har 7,51 kvadratkilometer vattenytor vilket ger det en sjöprocent på 18,2 procent.